# Песчаное (Мелитополь)
Песчаное (укр. Піщане), — исторический район города Мелитополя, лежащий на правом берегу Песчанского ручья. Получил своё название от села Песчаного, которое располагалось на этом месте в конце XIX — начале XX века, а в 1939 году было включено в состав Мелитополя.

## География

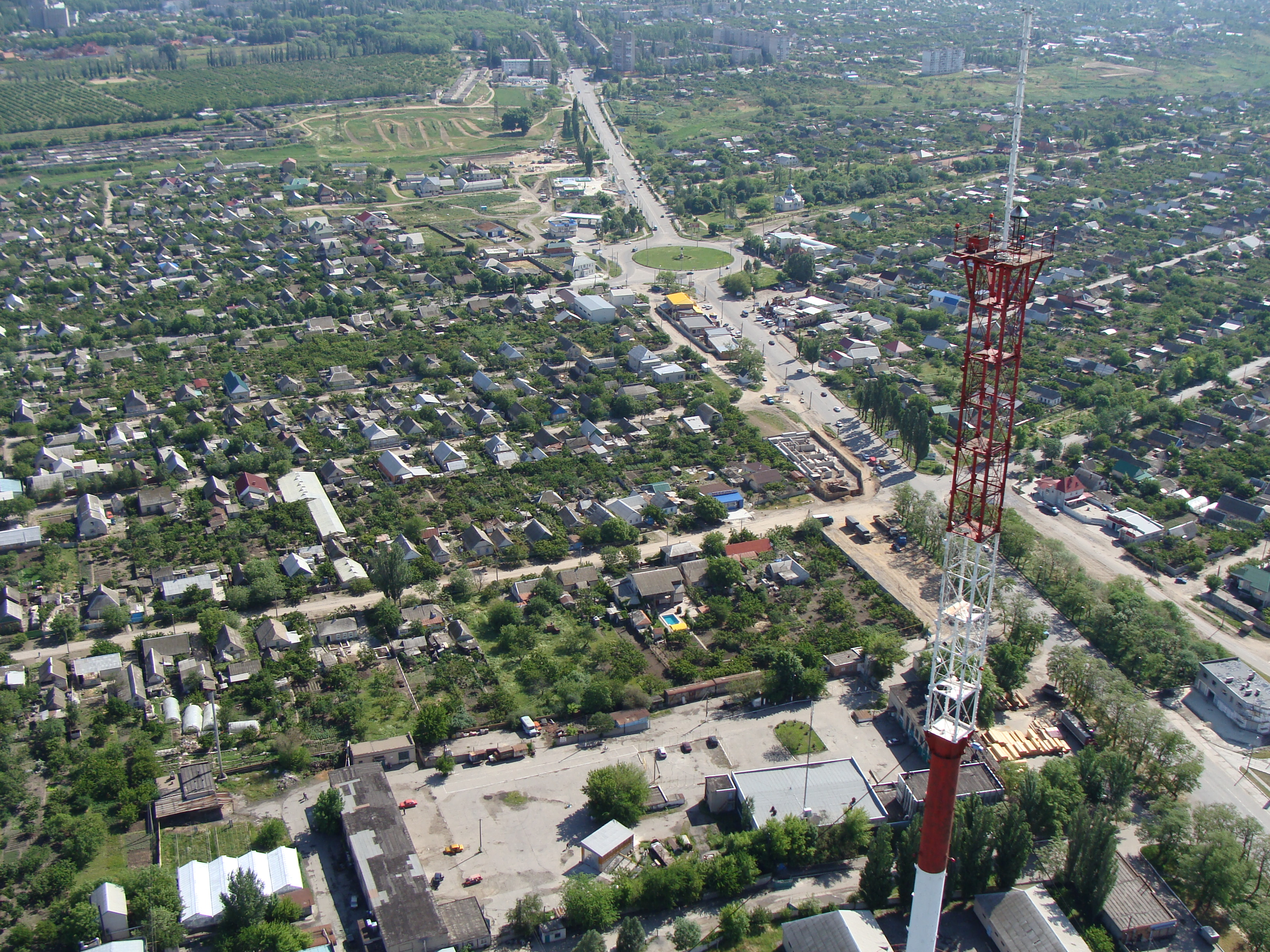
Вид на Песчаное с Мелитопольской телебашни. Выше центра фотографии — круг на пересечении просп. Богдана Хмельницкого с ул. Михаила Оратовского, за ним — балка Песчанского ручья и многоэтажные дома на ул. Дружбы. На переднем плане — вторая телебашня.

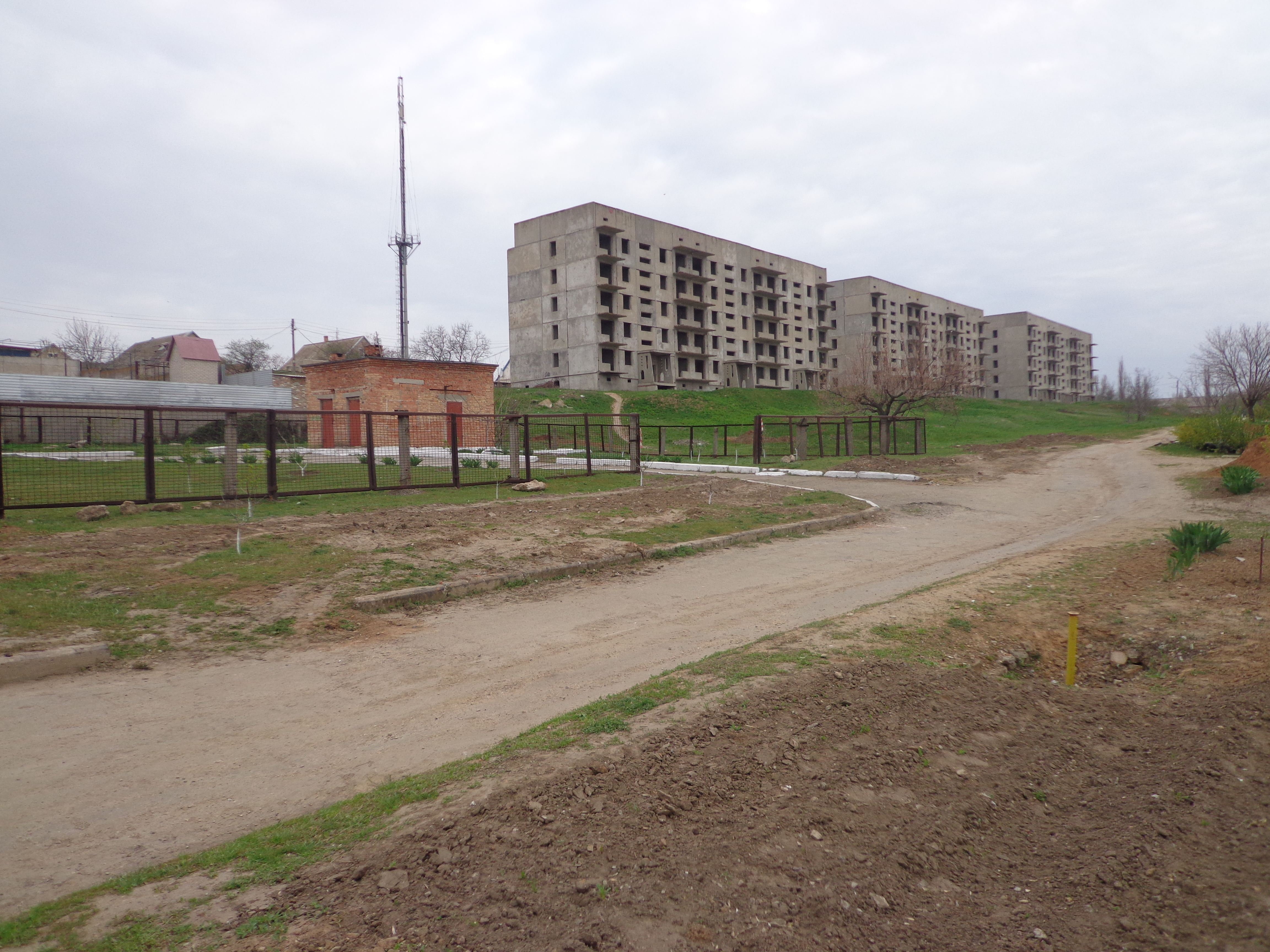
Три недостроенных пятиэтажки в центре Песчаного.

Песчаное расположено на южной окраине Мелитополя и со стороны города ограничено Песчанским ручьём, правым притоком Молочной реки. К югу от Песчаного находятся поля Новенского сельского совета и посёлок Садовое. К востоку от Песчаного протекает Молочная река, за которой находится село Константиновка.
Юго-восточная часть Песчаного расположена в долине Молочной реки, северо-западная — на высоком правом берегу. Склон долины проходит в районе переулка Павла Сивицкого, разделяя район на нижнюю и верхнюю части.
Через северо-западную окраину Песчаного по проспекту Богдана Хмельницкого проходит автомагистраль М-18 Харьков—Симферополь. Кроме того автомагистраль М-14 Одесса—Мелитополь—Новоазовск идёт через центр Песчаного, по улицам Белякова, Павла Сивицкого, Михаила Оратовского и Александра Невского. Грузовые автомобили, которым въезд в центр города запрещён, действительно вынуждены двигаться по этому маршруту, но легковые обычно едут через центр города из-за традиционно плохого качества дорог на Песчаном.

## История

### Возникновение
Первое известное упоминание о Песчаном относится к 1862 году. Именно тогда в подготовленном проекте преобразования городского общественного управления в Мелитополе отмечалось, что «Местность, называемая г. Мелитополь, не составляет отдельного поселения, к ней примыкают не только сельские поселения - слобода Кизияр и Песчаная Балка, но и самое население города отчасти смешано с сельским населением».
Однако, в списках населённых мест Таврической губернии за 1864 год ни Песчаная Балка, ни Песчаное не упоминается. По-видимому, возникновение Песчаного и его юридическое оформление как отдельного населённого пункта не совпадают во времени: только после утверждения городской черты Мелитополя, из частей, оставшихся за её пределами, были образованы два самостоятельных населенных пункта — Песчаное к югу от города и Кизияр к северу.
Краевед Николай Крылов относит возникновение Песчаного к 1840-м годам, когда начался процесс выселения государственных крестьян из Мелитополя. Эту точку зрения подтверждает и рапорт Новороссийского и Бессарабского генерал-губернатора Министру внутренних дел от 19 декабря 1853 года, в котором, в частности, говорится: «Государственные крестьяне... объявили, что большая часть из них устроились домами и усадьбами в южной стороне города, по дороге, идущей к земле колониста Луковича... и поселяне всегда имели на ней хорошее хлебопашество и бахчи».

### Российская империя
1 сентября 1868 года на сходе крестьян Мелитопольского сельского общества было решено ходатайствовать о выделении Кизиярского и Песчанского участков в самостоятельные сельские общества. Ходатайство было поддержано Таврическим губернским по крестьянским делам Присутствием, Министерством финансов и Министерством внутренних дел. Однако только 17 октября 1877 года Главный комитет об устройстве сельского состояния решил «разрешить разделение Мелитопольского сельского общества на два отдельные общества»: Кизиярское и Песчанское в пределах Терпеньевской волости. Площадь Песчанского сельского общества составила 7321.5 гектар.
В конце XIX века Песчаное быстро росло, что можно видеть из следующей таблицы:
| Год  | Население | Число дворов | Источник |
| ---- | --------- | ------------ | -------- |
| 1886 | 1907      | 233          | [ 7 ]    |
| 1889 | 2184      | 332          | [ 8 ]    |
| 1892 | 2326      | 333          | [ 9 ]    |
| 1900 | 3739      | 436          | [ 10 ]   |

В 1874 году в селах Кизияр и Песчаное были открыты одноклассные начальные народные училища.
К 1886 году в Песчаном уже действовала школа, в 1887 году появилась библиотека. В 1891 году в общественной народной школе в Песчанском обучалось 85 мальчиков и 35 девочек. В 1910 году при песчанской школе был создан садоводческий участок.
В 1894 году в Песчаном было открыто второе земское народное училище.
В 1899 году у Песчанского сельского общества был куплен участок земли около тюрьмы для постройки мелитопольской земской больницы.
В 1904 году в Мелитопольской городской думе рассматривался вопрос о присоединении сел Песчаного и Кизияра к городу. Дума, в виду не разработанности вопроса, оставила его открытым.
В 1909 году при Песчанском 2-м училище, «в виде послеобеденной смены», было открыто Песчанское 3-е училище.
В 1915 году часть земли песчанских крестьян была отведена под новое православное кладбище Мелитополя.

### Советский Союз
В 1927-1933 годах в сёлах Песчаное и Кизияр были образованы колхозы «14 лет Октября», «Коммунар», «Заря», «Проминь культури», им. Сталина, которые стали подчиняться городскому совету.
В 1939 году село Песчаное было включено в состав города Мелитополя. К этому моменту Песчаное уже практически приобрело свои современные границы, и включало нынешние улицы Михаила Оратовского, Белякова, Белоусова, Бадыгина, Александра Невского, Павла Сивицкого, Песчанскую. Дворы, расположенные на этих улицах, имели большие огороды (так что, например, огороды ул. Белякова смыкались с огородами ул. Калинина (ныне - М. Оратовского)). На месте этих огородов позже были созданы другие улицы района.
В 1941 году, вскоре после оккупации Песчаного фашистами, возобновили работу две закрытые советской властью церкви, церковь святого Андрея Критского и кладбищенская Иоанно-Предтеченская церковь. После войны обе церкви были закрыты (Иоанно-Предтеченская — только в начале 1960-х).
В 1970 году было закрыто кладбище в районе улиц Песчанской и Белякова в связи с полным использованием его территории.
В начале 1970-х годов шаткий деревянный мост через Песчанский ручей был заменён новым железобетонным, а спуск с горы по ул. Белякова был сглажен и покрыт бетонными плитами. После этого стало возможным пустить по улицам Белякова, Тельмана (ныне - П. Сивицкого) и Воровского (ныне - Монастырская) два кольцевых автобусных маршрута, №4 и 5.
До середины 1970-х годов школа № 8 занимала 3 одноэтажных корпуса. Один из них находился на месте садика «Рябинушка», два других находятся рядом с новым зданием школы, вверх и вниз по ул. Михаила Оратовского, и продолжают использоваться в учебных целях. Новый корпус 8-й школы был открыт к началу 1976/1977 учебного года.

### Независимая Украина
В начале 1990-х годов на полях Новенского сельсовета между Песчаным и Молочной рекой возникло несколько дачных товариществ ("Ромашка" Моторного завода, "Зелёный луг" завода Автоцветлит). Вскоре в них были проведены электричество и вода, на многих участках были построены дома и разбиты сады.
Сиреневая роща на горе между улицами Белякова, Ушакова и переулком Павла Сивицкого в начале 1990-х годов была выкорчевана, и на её месте было начато строительство трёх панельных пятиэтажек. Одновременно на ул. Ушакова стали строить котельную для их отопления. Вскоре стройки были остановлены, кирпичная котельная была разобрана ещё в 90-е годы, а каркасы трёх пятиэтажек до сих пор возвышаются над центром Песчаного. В 2014 году строительство пятиэтажек было продолжено.
В 2004-2006 годах Песчаное было газифицировано.

## Образование

### Школа № 8
Школа № 8 была основана на Песчаном в 1898 году, как церковно-приходская школа при церкви Андрея Критского.
В 1976 году был открыт новый корпус школы, а школа стала 10-летней.

### Детский сад № 49 «Рябинушка»
Расположен по адресу ул. Белякова, 105-а. Заведующая Катане Наталья Анатольевна. В 2012 году в детском саду проведён ремонт.

## Транспорт
Автобусная остановка "Белякова" расположена вблизи перекрёстка улиц Белякова и Песчанской. Она является конечной для автобусных маршрутов № 1 Белякова – Ж/д Вокзал, № 3 Белякова – Новый Мелитополь, № 5 Белякова – Центральный Рынок, № 24 Белякова – Северный Переезд.

## Предприятия
Песчаное является спальным районом, и предприятий в нём немного. С 1956-1958 годов на ул. Павла Сивицкого действуют две артезианских скважины горводоканала. На просп. Богдана Хмельницкого стоят две Мелитопольские телебашни.